# Caryn Davies
Caryn Davies, född 14 april 1982 i Ithaca, New York, är en amerikansk roddare. Hon vann guldmedaljer i damernas 8 i Sommar OS 2012 samt Sommar OS 2008. År 2011 blev hon rankad femma av International Rowing Federation (FISA)). Davies har en examen från Harvard University (A.B. Psychology, 2005) och läser på Columbia Law School.
Hon började med rodd när hon var 12 år. Ett år senare i Australien, 1996, började hon tävla inom sporten.